# Jaguar R4
A Jaguar R4 egy Formula–1-es versenyautó, amelyet a 2003-as Formula–1-es szezonban használt a Jaguar Racing csapat. Pilótái Mark Webber és Antônio Pizzonia voltak, illetve a szezon második felében az utóbbit váltó Justin Wilson.

## Áttekintés
A csapat első három éve meglehetősen kaotikus volt. Új vezetés érkezett, és a cél az volt, hogy végre eredményeket érjenek el. Ennek érdekében Eddie Irvine-nal nem hosszabbítottak, Pedro de la Rosával pedig felbontották a szerződést. Két új versenyző érkezett, emellett átalakították a menedzsmentet is.
Elődjéhez képest az R4-es modell több ponton átalakult. Kasztnija már jóval merevebb volt, és a csapat is nagy hangsúlyt fektetett arra, hogy már a szezon előtti teszteken kigyomlálják a hibákat. Mindennek ellenére a szezonkezdetkor távolról sem volt még kész az autó, főként megbízhatósági gondokkal küzdött a csapat.
A két versenyző közül egyértelműen Webber volt a jobb, és ő szállította a jobb eredményeket, még úgy is, hogy olyan hibák történtek meg vele, mint a brazil nagydíjon a piros zászlót kiváltó hatalmas balesete. Pizzoia ezzel szemben nem szerzett pontokat, és már a spanyol nagydíj után felmerült, hogy leváltanák, mégpedig Alexander Wurzra. Ő azonban a McLaren tesztpilótája volt, és a csapatnak szüksége volt rá az új McLaren MP4-18 modell fejlesztése során, ezért nem engedték el. A Jaguar ezért visszavonta leváltási szándékát - egészen a német nagydíjig, amikor is a Minardi csapattól átcsábított Justin Wilson ült be a helyére.
Az évad során a csapat kétszer is különleges festést használt. Monacóban a motorborításra festett Jaguar-logó lett rózsaszín, felhívva a figyelmet a különlegesen ritka, 60 karátos, természetesen rózsaszín Steinmetz-gyémántra. A brit nagydíjon az autók a Terminátor 3 című filmet reklámozták.

## Eredmények
| Év   | Csapat | Motor         | Gumik | Pilóták  | 1   | 2   | 3   | 4   | 5   | 6   | 7   | 8   | 9   | 10  | 11  | 12  | 13  | 14  | 15  | 16  | Pontok | Helyezés |
| ---- | ------ | ------------- | ----- | -------- | --- | --- | --- | --- | --- | --- | --- | --- | --- | --- | --- | --- | --- | --- | --- | --- | ------ | -------- |
| 2003 | Jaguar | Cosworth CR-5 | M     |          | AUS | MAL | BRA | SMR | ESP | AUT | MON | CAN | EUR | FRA | GBR | GER | HUN | ITA | USA | JPN | 18     | 7.       |
| 2003 | Jaguar | Cosworth CR-5 | M     | Webber   | KI  | KI  | 9†  | KI  | 7   | 7   | KI  | 7   | 6   | 6   | 14  | 11† | 6   | 7   | KI  | 11  | 18     | 7.       |
| 2003 | Jaguar | Cosworth CR-5 | M     | Pizzonia | 13† | KI  | KI  | 14  | KI  | 9   | KI  | 10† | 10  | 10  | KI  |     |     |     |     |     | 18     | 7.       |
| 2003 | Jaguar | Cosworth CR-5 | M     | Wilson   |     |     |     |     |     |     |     |     |     |     |     | KI  | KI  | KI  | 8   | 13  | 18     | 7.       |

† - nem fejezte be a futamot, de rangsorolták, mert teljesítette a versenytáv 90 százalékát